# Bekir Refet

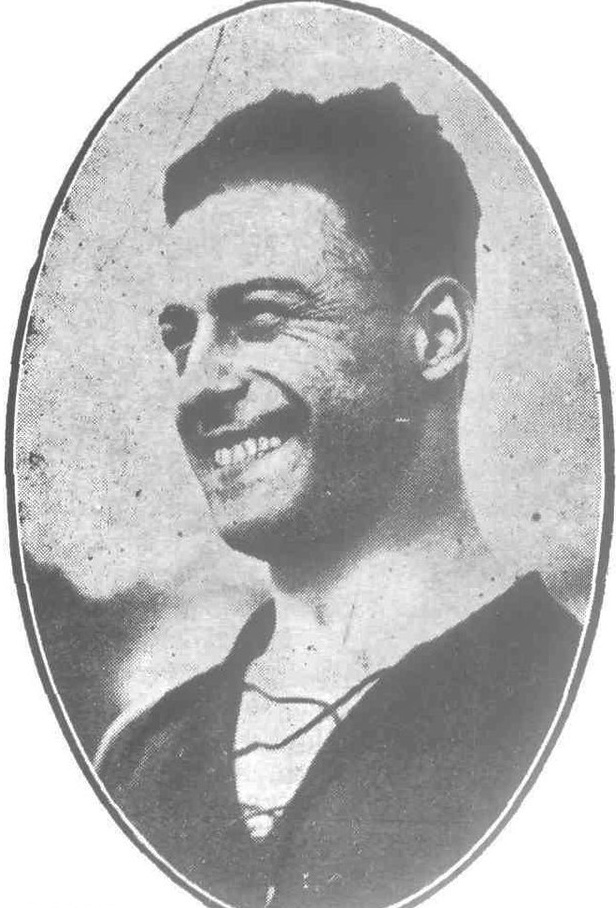
Bekir Refet

Bekir Refet (auch Bekir Refet Teker, in deutschen Publikationen meist Rafet oder Raffet Bekir; * 22. Mai 1899 in Istanbul; † 5. April 1977 in Karlsruhe) war ein türkischer Fußballspieler und Teilnehmer an den Olympischen Spielen 1924 und 1928. Der von türkischen Fußballfans liebevoll „Bombacı“ („Bomber“) genannte Stürmer war der erste türkische Fußballspieler in Deutschland und gilt als erster Auslandsfußballer der Türkei.

## Frühe Jahre

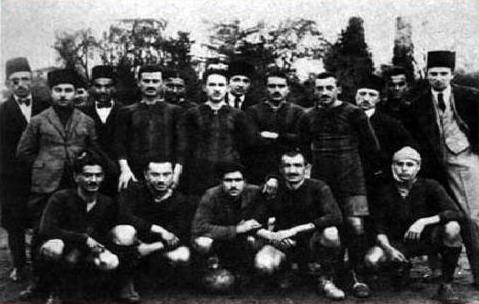
Mit Altınordu İdman Yurdu wurde Refet 1917 und 1918 Meister der Freitagsliga

Refet wurde im Stadtteil Kadıköy geboren und trat mit 14 Jahren als Jugendspieler dem dort ansässigen Fenerbahçe Istanbul bei. Bereits in der nächsten Spielzeit wurde er in den Kader der 1. Mannschaft aufgenommen. 1916 wechselte der junge Refet zu Altınordu İdman Yurdu und wurde mit diesem Team 1917 und 1918 Meister in der Istanbuler Freitagsliga. In der Meisterelf von 1918 gehörte Bekir Refet zum Stammkader.
Nach einem Jahr bei İttihatspor wechselte er 1921 zu Galatasaray Istanbul, die den 1,60 m großen Stürmer für eine Auslandsreise verpflichteten. Der Istanbuler Club bestritt von August bis Oktober 1921 eine Europatournee und maß sich in 17 Wettspielen mit mitteleuropäischen Fußballteams aus der Schweiz, Deutschland, der Tschechoslowakei und Ungarn. Am 4. September 1921 gastierten die Türken im Karlsruher Fasanengarten, wo man dem heimischen Karlsruher FC Phönix zwar mit 0:1 unterlag, aber einen guten Eindruck hinterließ. Die Karlsruher waren vor allem von Refets Geschmeidigkeit beeindruckt. So soll er im Spiel einen perfekten Salto mit einem gleichzeitigen beidbeinigen Weiterleiten des Balles hingelegt haben.
Am 20. September 1921 trafen die Spieler vom Bosporus in Hamburg auf den HSV. Refet verletzte sich im Spiel schwer. Die beiden Karlsruher Brüder Josef und Emil Oberle, die beide türkisch sprachen, konnten ihn noch im Hamburger Krankenhaus von einem Wechsel zu Phönix Karlsruhe überzeugen. Refet spielte bis 1923 bei Phönix und wechselte anschließend zum 1. FC Pforzheim. Nach dem Abstieg der Pforzheimer aus der Bezirksliga Württemberg/Baden 1926 ging Refet zum Altmeister Karlsruher FV. Für die Rot-Schwarzen erwies sich der Türke als Glücksgriff, und er gehörte bis 1935 zum Stammkader des KFV.
Lediglich zu Gastauftritten in der Türkei wechselte Refet gelegentlich in die Heimat. Bei einem Auswahlspiel in Istanbul 1927 gegen die berühmte Slavia Prag erzielte Refet per Kopf den Siegtreffer für das gemischte Galatasaray/Beşiktaş-Team zum 1:0 und wurde frenetisch gefeiert. Das Tor begründete seinen Ruhm in der Türkei als „Bombacı“ („Bomber“).

## Die Zeit beim Karlsruher FV
Auch beim KFV war man von seinem „Bombenschuss“ begeistert. Seine Leistungen waren stets anerkannt. So lautete einst eine Spielkritik in einer Zeitung kurz und knapp: 

„Bekir ist Bekir, das sollte eigentlich als Kritik genügen“

Bereits im ersten Jahr beim KFV scheiterte Refet mit seinem neuen Team gleich zweimal knapp an der Qualifikation zur Endrunde der Deutschen Meisterschaft. Sowohl in der Bezirksliga als auch in der Trostrunde der Liga-Zweiten blieben die Karlsruher als Zweite knapp auf der Strecke. Beim Trostrundenspiel gegen den VfR Mannheim ging Refet mit einer Gesichtsverletzung in die Kabine.

Zum Saisonende stand ein Pokalspiel gegen den späteren Deutschen Meister 1. FC Nürnberg im Phönixstadion auf dem Programm. Vor 15.000 Zuschauern endete die Partie 0:0. Über Refet wurde berichtet: 

„Bekir, der das letzte Mal spielte, weil er in die Türkei zurückgeht, bot eine glanzvolle Partie und brachte so recht eindringlich zum Bewußtsein, was der Karlsruher Fußballsport an ihm verliert“

Allerdings war sein Auftritt in der Türkei nur von kurzer Dauer, und pünktlich zur Spielzeit 1927/28 stand er wieder im roten Dress des KFV auf dem Platz. Mit seinem Team errang er den Titel eines Badischen Meisters, in der Süddeutschen Meisterschaft wurde man allerdings nur Fünfter. Auch 1929 reichte es zwar zu einem Badischen Meistertitel, der Erfolg in der Süddeutschen Meisterschaft blieb ihm allerdings versagt. Seine Stürmerqualitäten durfte der Türke nach Saisonende in einem Auswahlspiel für Baden beweisen.

Der dritte badische Titel in Folge konnte nicht eingefahren werden. 1929/30 beendete der KFV die Liga punktgleich mit dem Freiburger FC, sodass es zu einem Entscheidungsspiel um die Meisterschaft kam – dieses Spiel, das am 29. Dezember 1929 in Offenburg stattfand, gewannen die Freiburger mit 4:2. Refet glich dabei zwischenzeitlich zum 2:2 aus. Im Januar 1930, in der Trostrunde der Zweiten und Dritten, ließ sich Refet vor 6000 Zuschauern im Lokalderby gegen Phönix Karlsruhe zu einem Torwartfoul hinreißen: 

„Der ritterlichste und fairste Spieler der KFV-Mannschaft hatte bei einem Zusammenstoß mit dem Phönixtorwart ‚schlagfertige‘ Selbstjustiz geübt oder auszuüben versucht. Beides gilt als Tätlichkeit. Platzverweis war also der Paragraphenweisheit letzter Schluß.“

Für dieses Foulspiel erhielt Refet vom Verband eine Sperre von 13 Wochen, wurde aber mit Wirkung vom 12. April 1930 begnadigt. 
Auch an der Ligameisterschaft 1931 war Refet maßgeblich beteiligt, sodass er wieder als Repräsentativspieler berufen wurde. Bei einem Freundschaftsspiel gegen Olympique Marseille verletzte sich der Stürmer und fiel für längere Zeit aus.
Auch die Saison 1931/32 verlief größtenteils ohne Bekir Refet. Erst bei der Endrunde um die Süddeutsche Meisterschaft gegen den FC Bayern München gab er, notdürftig ausgeheilt, sein Comeback. Das Spiel ging mit 0:1 verloren, aber Refets Leistung wurde allgemein gelobt.
Nachdem für Refet das Spieljahr 1932/33 durchwachsen verlaufen war, konnte er in der 1933 neueingeführten Gauliga noch einmal von sich reden machen. Seine Leistungen brachten ihm mehrere Einsätze in der Auswahlmannschaft Badens. Im Derby gegen Phönix, beide Mannschaften waren zu diesem Zeitpunkt noch vom Abstieg bedroht, verschoss Refet einen Elfmeter. Statt des Balles traf er den Elfmeterpunkt, und die Kugel rollte ungefährdet in die Hände des Phönix-Keepers Maier. Das Spiel endete 0:0.

## Länderspiele

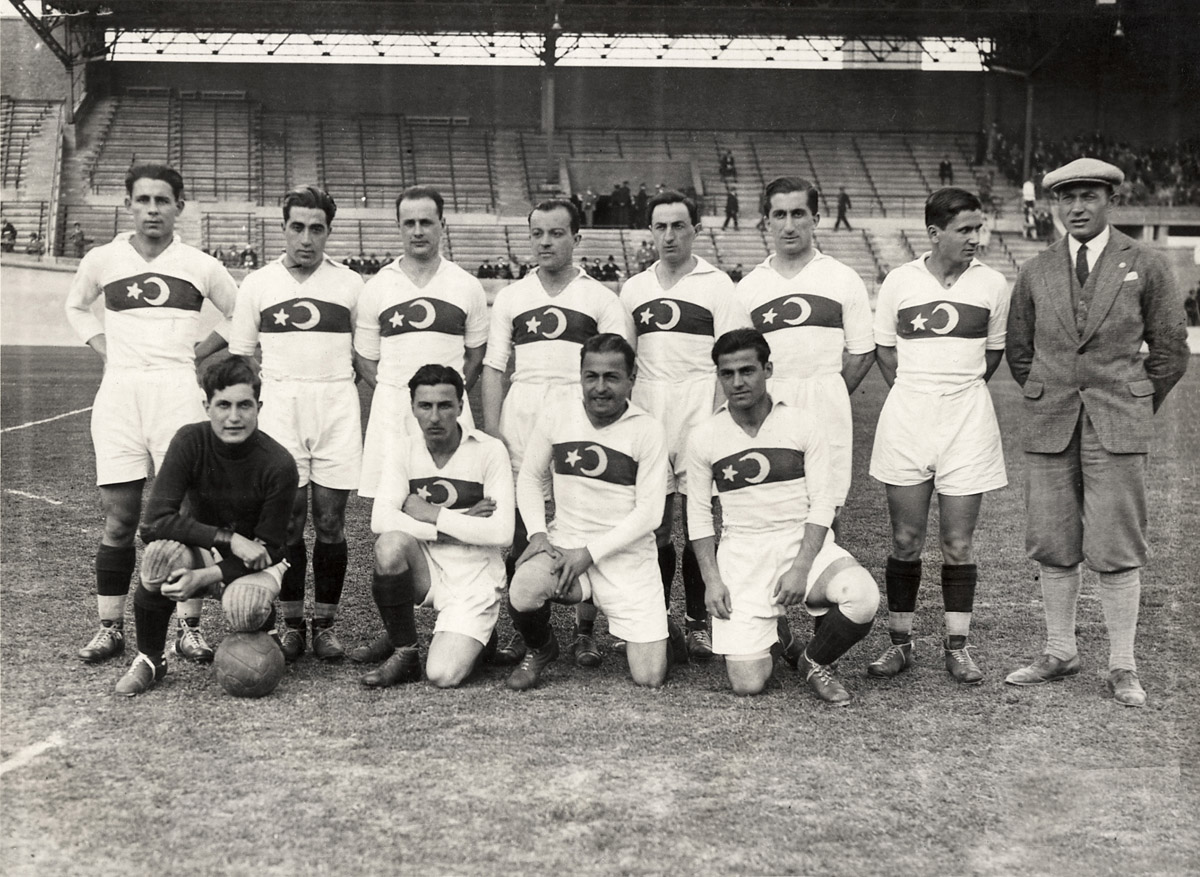
Refet (vordere Reihe, zweiter von links) bei den Olympischen Spielen 1928

Für die türkische Nationalmannschaft erzielte Refet drei Tore in drei Länderspielen. 
Sein Debüt in der Nationalmannschaft gab Refet am 25. Mai 1924 bei den Olympischen Spielen in Paris. Dies war erst der zweite internationale Auftritt der noch jungen türkischen Nationalmannschaft. Bei der 2:5-Niederlage gegen die Tschechoslowakei in der ersten Runde des Fußballturniers erzielte Refet beide Treffer für die Türkei. Dies waren zugleich die ersten Länderspieltore der Türkei in einem bedeutenden internationalen Fußballturnier.
Auch 1928 in Amsterdam gehörte Refet zur türkischen Auswahl. Gegen die überragenden Ägypter war die Türkei allerdings chancenlos und schied wieder in der Vorrunde aus. Bei der 1:7-Niederlage erzielte Refet in der 71. Minute den Ehrentreffer für sein Team.

## Späte Jahre
Refet beendete nach der Saison 1934/35 seine aktive Karriere beim Karlsruher FV und ließ sich endgültig in Deutschland nieder, wo er ein Geschäft gründete. Mit seiner deutschen Frau Else lebte er in Ettlingen und Karlsruhe. Auch während des Zweiten Weltkriegs verließ er seine neue Heimat in Baden nicht. Dies soll dazu geführt haben, dass in der Türkei mehrmals sein Tod in der Presse verkündet wurde.
Bekir Refet starb am 5. April 1977 in Karlsruhe an einem Herzinfarkt. Während sein Tod in Deutschland kaum Beachtung fand, ging die Nachricht von Refets Ableben in der Türkei als Schlagzeile durch die Presse. Er wurde in Karlsruhe in Anwesenheit des türkischen Generalkonsuls sowie seiner letzten lebenden KFV-Mitspieler, Walter Finneisen und Lorenz Huber, nach islamischem Ritus beigesetzt.

## Ehrungen
- Ehrenspielführer des Karlsruher FV
- Silberne Ehrennadel des 1. FC Pforzheim